# Hryhorij Ponomariow
Hryhorij Ołeksijowycz Ponomariow (ukr. Григорій Олексійович Пономарьов, ros. Георгий Алексеевич Пономарёв, Grigorij Aleksiejewicz Ponomariow; ur. 1 września 1922 w Woroneżu, zm. 29 maja 1985 w Kijowie) – ukraiński piłkarz, grający na pozycji napastnika.

## Kariera piłkarska
W 1946 rozpoczął karierę piłkarską w Dynamie Kijów, w którym występował przez 6 sezonów. W 1954 przeszedł do BO Kijów, który później zmienił nazwę na OBO Kijów. Zakończył występy w zespole Zenit Kijów.